# North Horr

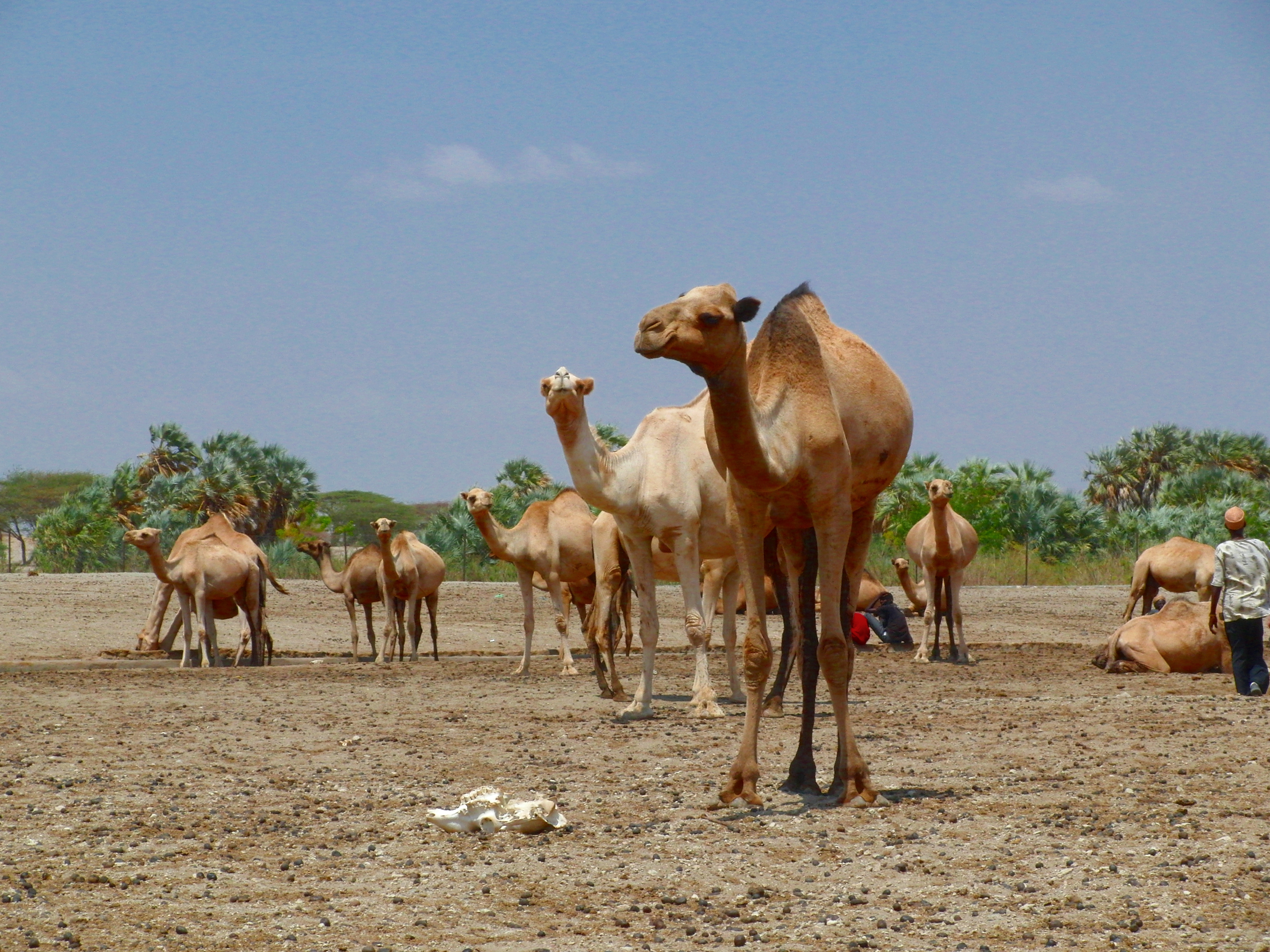
Kamele an einer Wasserstelle

North Horr ist eine Ortschaft im Marsabit County und seit 1988 der Name eines Wahlkreises von Kenia. Die einheimische Bevölkerung vom Stamm der Gabbra lebt auch heute noch großteils als Nomaden bzw. Halbnomaden.

## Wahlkreis
Der Wahlkreis North Horr (Nr. 046) ist 39.248 km² groß und umfasst neben den gleichnamigen Ward die Verwaltungseinheiten Balesa Ririba, Bubisa, Dukana, Illeret, Maikona und Turbi. Er hat insgesamt etwa 75.200 Einwohner, von denen 24.530 registrierte Wähler sind (Stand: 2012). Dies entspricht einer Bevölkerungsdichte von 1,92 Einwohner pro km².

### Wahlergebnisse
| Jahr | Abgeordneter         | Partei     |
| ---- | -------------------- | ---------- |
| 1988 | Bonaya Godana        | KANU       |
| 1992 | Bonaya Godana        | KANU       |
| 1997 | Bonaya Godana        | KANU       |
| 2002 | Bonaya Godana        | KANU       |
| 2006 | Ukur Yattani         | NARC-Kenya |
| 2007 | Francis Chachu Ganya | ODM        |

## Kirchliche Mission
Bereits 1964 begann der italienische Pfarrer Giovanni Rocca aus Alba mit dem Aufbau einer Mission in North Horr. Seit 1976 befindet sich in der Stadt eine Missionsstation des Bistums Augsburg. Sie wird derzeit geleitet durch die Pfarrer Hubert Mößmer (seit 1995) und Anton Mahl (seit 1996) und ist Teil des Bistums Marsabit. Die Priester betreiben dort neben der Missionsarbeit vor allem Entwicklungshilfe und haben unter anderem bereits mehrere Schulen gegründet.